# Acrídids
Els acrídids (Acrididae) són una família d'ortòpters celífers coneguts popularment com a llagostes i saltamartins. Conté unes 10.000 de les 11.000 espècies de tot el subordre dels celífers.

## Subfamílies i gèneres seleccionats
- Subfamília Acridinae
- Subfamília Calliptaminae
- Subfamília Catantopinae
- Subfamília Copiocerinae
  - Chlorohippus
  - Monachidium
- Subfamília Coptacrinae
  - Epistaurus
  - Eucoptacra
- Subfamília Cyrtacanthacridinae
  - Acanthacris
  - Austracris
  - Nomadacris
  - Schistocerca
  - Valanga
- Subfamília Egnatiinae
  - Egnatius
  - Leptoscirtus
- Subfamília Eremogryllinae
  - Eremogryllus
  - Notopleura
- Subfamily Euryphyminae
  - Acrophymus
  - Phymeurus
- Subfamília Eyprepocnemidinae
  - Eyprepocnemis
  - Heteracris
- Subfamília Gomphocerinae
  - Achurum (a vegades emplaçat en Acridinae)
  - Chorthippus
  - Cibolacris (a vegades emplaçat en Oedipodinae)
  - Dociostaurus
  - Mermiria (a vegades emplaçat en Acridinae)
  - Omocestus
  - Paragonista
- Subfamília Habrocneminae
  - Habrocnemis
- Subfamília Hemiacridinae
  - Hemiacris
  - Hieroglyphodes
- Subfamília Leptysminae
- Subfamília Marelliinae
- Subfamília Melanoplinae
- Subfamília Oedipodinae
- Subfamília Ommatolampinae
- Subfamília Oxyinae
  - Oxya
  - Oxycrobylus
  - Praxibulus
- Subfamília Pauliniinae
- Subfamília Proctolabinae
- Subfamília Rhytidochrotinae
- Subfamília Spathosterninae
- Subfamília Teratodinae
- Subfamília Tropidopolinae
  - Afroxyrrhepes
  - Tristria

## Galeria d'imatges

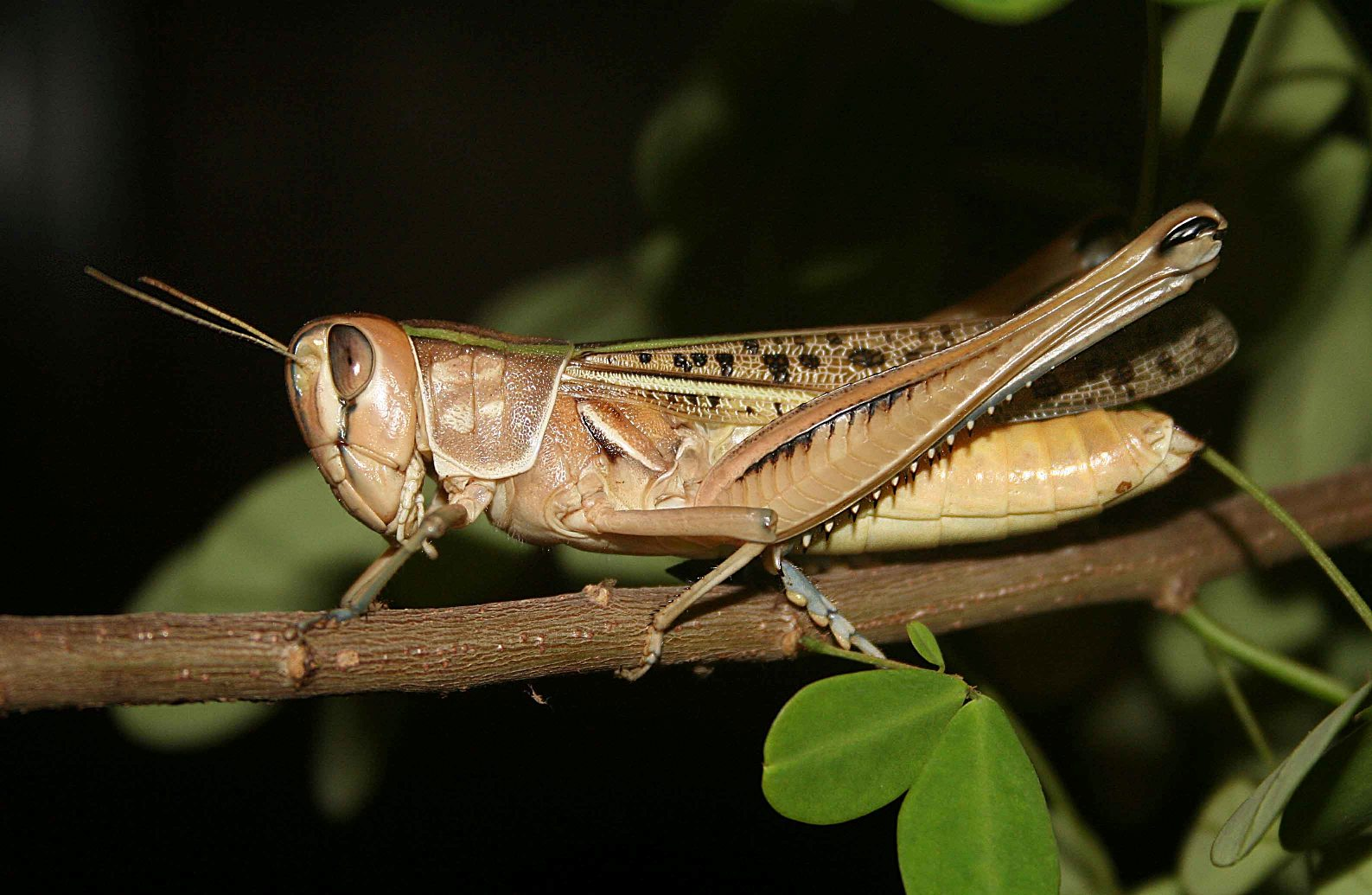
Femella Cataloipus cymbiferus dels Eyprepocnemidinae
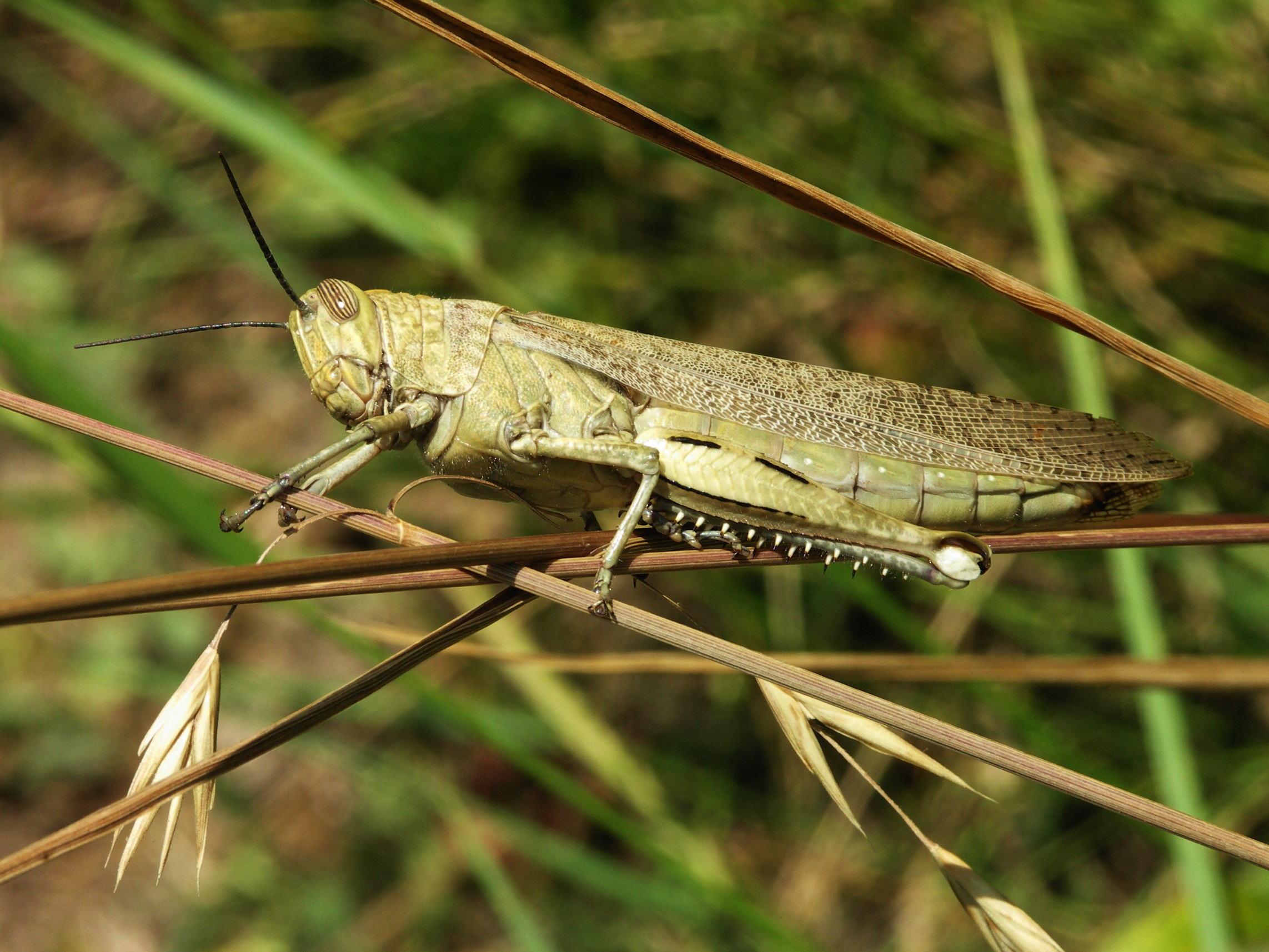
Anacridium aegyptum: Cyrtacanthacridinae
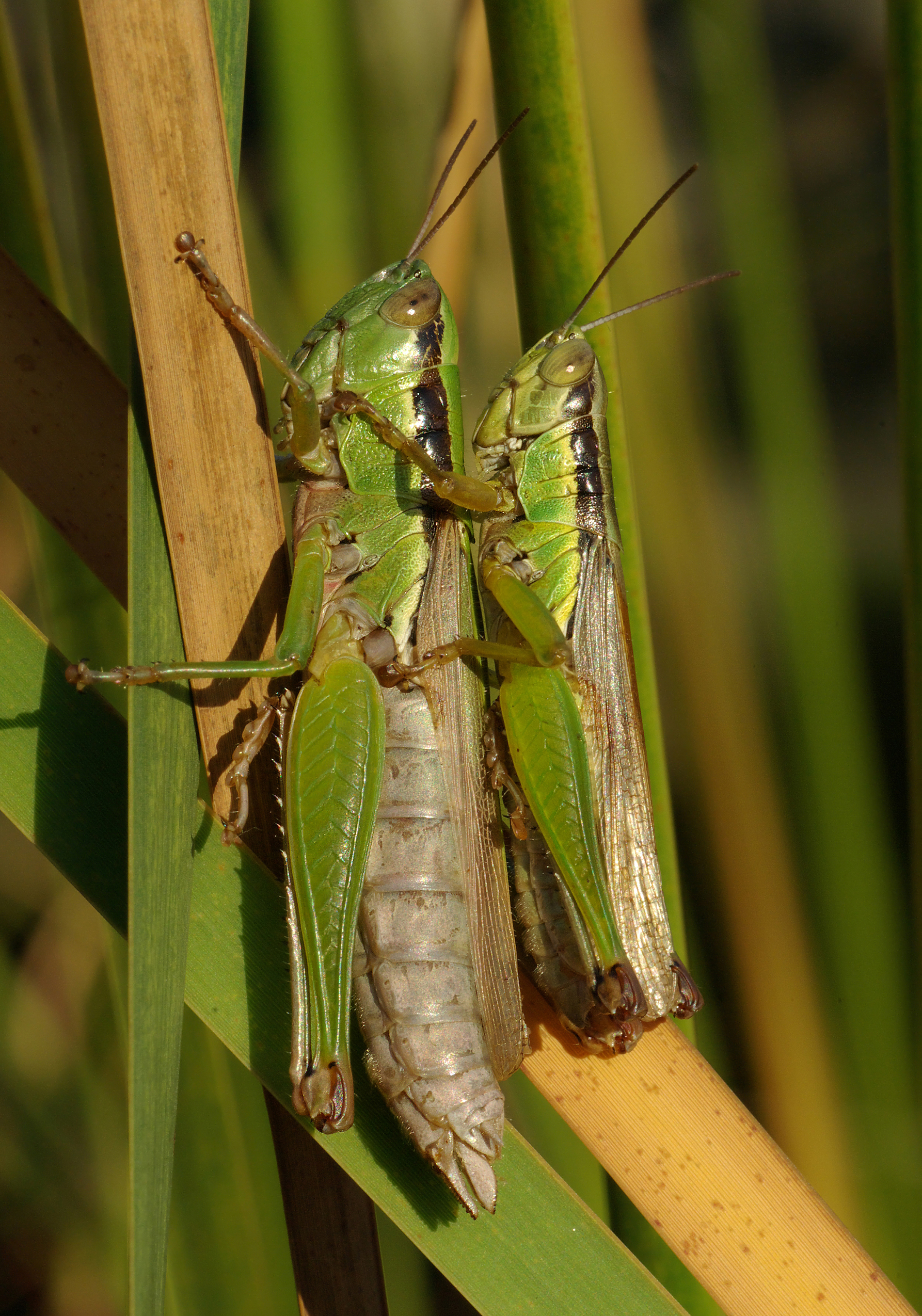
Femella adulta (esquerra) i mascle de Oxya yezoensis (Oxyinae: Oxyini)
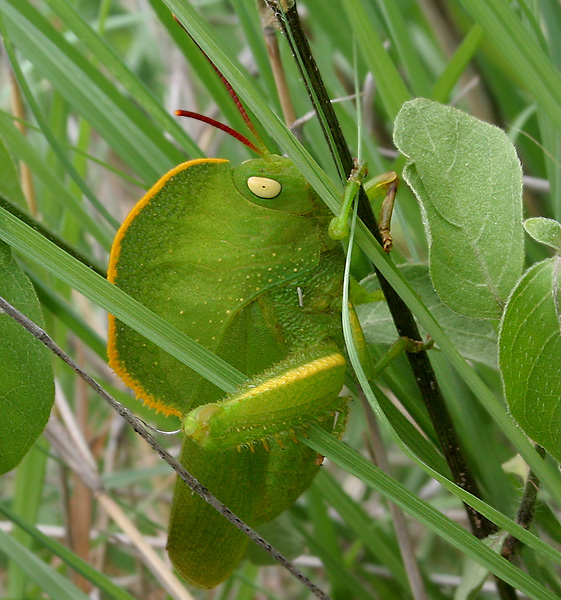
Teratodes monticollis
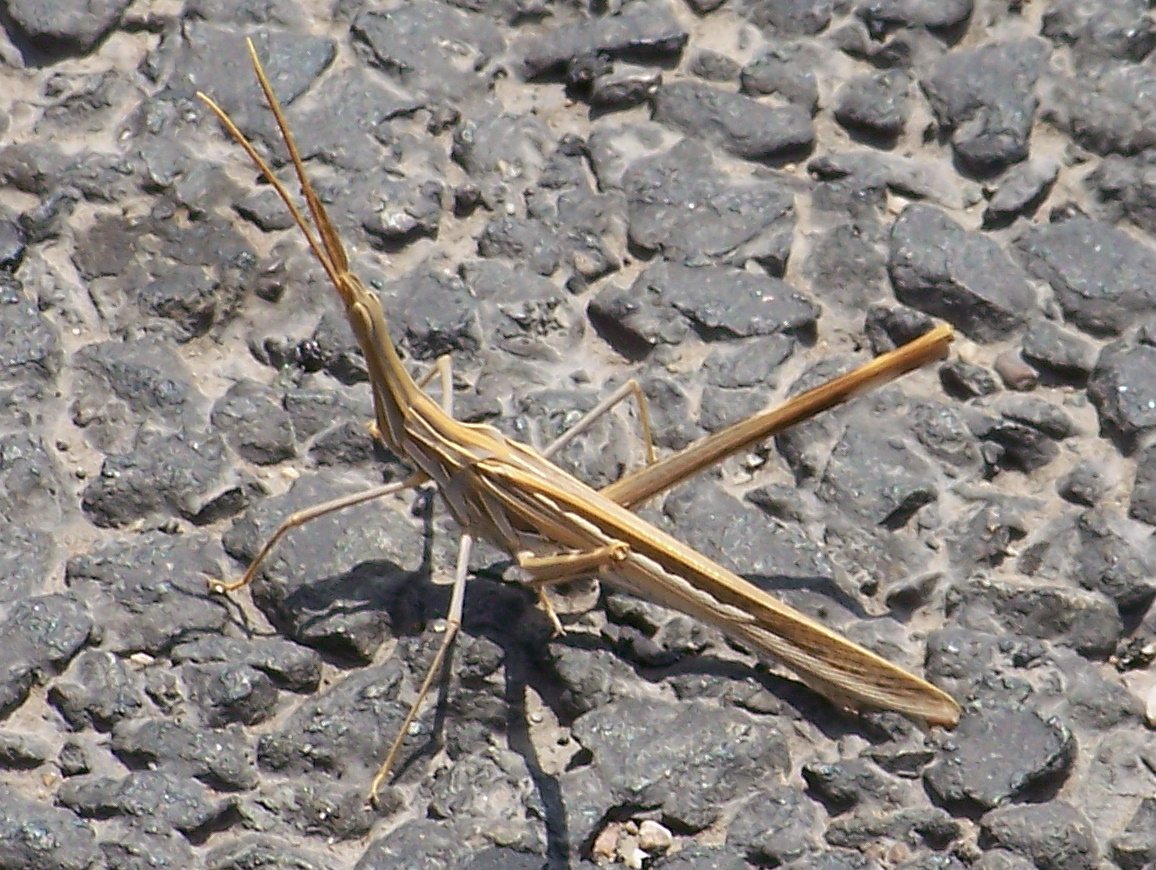
Acrida ungarica, coneguda en català com a llagosta bisbe